# Kareka Nduku
Kareka Nduku is een bestuurslaag in het regentschap West-Soemba van de provincie Oost-Nusa Tenggara, Indonesië. Kareka Nduku telt 2200 inwoners (volkstelling 2010).